# Capricia Marshall
Capricia Penavic Marshall (Cleveland, 24 maggio 1964) è un avvocato, funzionario e diplomatica statunitense, capo del protocollo sotto l'amministrazione Obama.
Figlia di immigrati (padre croato e madre messicana), dopo gli studi in legge cominciò a lavorare per Hillary Clinton e quando Bill Clinton fu eletto presidente, la Marshall fu nominata segretario sociale della Casa Bianca.
Nel 2009 fu nominata da Obama capo del protocollo. Il suo compito è quello di interagire con i diplomatici stranieri e coordinare le cerimonie di accoglienza dei capi di stato esteri.
Capricia Marshall è sposata con Robert Marshall, un cardiologo, e la coppia vive a Washington con il figlio Robert Cole.